# ブランコ (トータス松本の曲)
「ブランコ」はトータス松本の7枚目のシングル。

## 概要
通常盤・初回限定盤の2形態で発売され、初回盤には、2011年8月27日に兵庫県立播磨中央公園野外ステージで行われたツアー「歌う!トータス松本列伝」から、ライブ映像5曲を収録したDVDが付属。

## 収録内容

### CD
1. ブランコ（4:39）
  - TBS系ドラマ『ステップファザー・ステップ』主題歌
2. ふたりでいたい（4:02）
3. 上を向いて歩こう（3:43）
  - ショウゲート配給映画『極道めし』エンディングテーマ
  - 坂本九の同名曲のカバー。
4. ブランコ（オリジナル・カラオケ）（4:36）

### 初回盤付属DVD
1. 借金大王
2. 雨あがりの夜空に
  - RCサクセションの同名曲のカバー。
3. 大丈夫
4. ハッピーアワー
5. ポーチライト